# Stella Creek
Der Stella Creek ist eine schmale und gewundene Meerenge im Wilhelm-Archipel westlich der Antarktischen Halbinsel. In der Gruppe der Argentinischen Inseln verläuft sie vom Thumb Rock bis zum südöstlichen Ende von Winter Island und trennt letztere von der östlich liegenden Galíndez-Insel.
Teilnehmer der British Graham Land Expedition (1934–1937) unter der Leitung des australischen Polarforschers John Rymill nahmen 1935 eine Vermessung vor und benannten sie nach dem dazu benutzten Motorboot Stella Polaris.